# Roztoki Górne
Roztoki Górne – wieś w Polsce, położona w województwie podkarpackim, w powiecie leskim, w gminie Cisna.
Do 31 grudnia 2022 przysiółek wsi Solinka.
Wieś prawa wołoskiego w latach 1551–1600, położona w ziemi sanockiej województwa ruskiego. W latach 1975–1998 przysiółek administracyjnie należał do województwa krośnieńskiego.
W połowie XIX wieku właścicielem posiadłości tabularnej Solinka z Rostokami był Jan Reisenbach.
Przysiółek znajdował się w pobliżu funkcjonującego do grudnia 2007 przejścia granicznego (polsko-słowackiego), w Bieszczadach, na południe od Cisnej, 7,5 km od Majdanu. Przez wieś przepływa potok Roztoczka.
Zostały założone w roku 1568 przez Mikołaja Cikowskiego. W roku 1665 została zniszczona przez wojska księcia Jerzego Rakoczego.
W okresie międzywojennym w miejscowości stacjonowała placówka Straży Granicznej I linii „Roztoki Górne”.
Przez wieś przebiegają 2 szlaki turystyczne. Znajduje się tam także leśniczówka, ośrodek “Cicha Dolina” i pole namiotowe.
Od kilku lat w schronisku w Roztokach organizowany jest (zawsze w pierwszych dniach kwietnia) jeden z największych w Polsce cyklicznych zlotów miłośników astronomii, którego współorganizatorem jest lubelski oddział PTMA